# Fédération française de baseball et softball
 (février 2025).
La Fédération Française de Baseball et Softball (FFBS) est l'unique instance gérant le baseball, le softball et le baseball5 en France. Elle a été fondée en octobre 1924 par Frantz Reichel qui en fut le premier président (1924-1931).
Aujourd'hui, la FFBS participe à une mission reconnue d'utilité publique par le ministère des Sports. Elle fait partie du mouvement olympique et est membre du Comité national olympique et sportif français. Elle est affiliée à la WBSC Europe, dont elle est membre fondateur, ainsi qu'à la Confédération internationale de baseball et softball (WBSC).
La FFBS compte 13 000 licenciés répartis au sein de 189 clubs en 2024.

## Historique

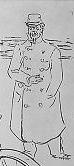
Frantz Reichel

À la suite de sa création, la fédération a été très active sur le plan international. En conséquence, elle est l'une des nations fondatrices en 1953 de la Confédération européenne de baseball (CEB), ancêtre de l'actuelle WBSC Europe, aux côtés de l'Allemagne, l'Italie, l'Espagne et la Belgique. Preuve du dynamisme hexagonal, six Français ont exercé la fonction de vice-président de la CEB entre 1968 et 2001 .
Sur la scène internationale, la FFBS fut représentée par Olivier Dubaut, 3e vice-président de la Fédération internationale de baseball (IBAF), ancêtre de la Confédération internationale de baseball et softball (WBSC), entre 1993 et 1997, Eric-Pierre Dufour, membre du comité exécutif de la plus haute instance de 2007 à 2009 . De 2013  à 2021, Didier Seminet fut membre puis président de CEB puis premier Président de la WBSC Europe. François Collet sera ensuite membre du Comité Exécutif WBSC Europe pour une mandature. Elliot Fleys, est élu au sein de ce même comité exécutif depuis février 2025.
Les dirigeants de la Fédération qui se sont succédé sont :
- 1924 - 1931 : Frantz Reichel
- 1931 - 1945 : Georges Bruni
- 1945 - 1955 : Thierry Blanchard
- 1955 - 1963 : Jean Petitjean
- 1964 : Pierre Beteille
- 1965 -1968 : Pierre Petitjean
- 1968 : Georges Adamoff
- 1968 - 1976 : Georges Lahuerta
- 1976 - 1981 : Jacques Martineau
- 1981 - 1987 : Patrick Tugault
- 1987 : Olivier Dubaut (intérim)
- 1988 - 1990 : Bruno Lesfargues
- 1990 - 1997 : Olivier Dubaut
- 1997 - 2001 : Émile Trehet
- 2001 - 2009 : Éric-Pierre Dufour
- 2009 - 2010: Denis-Didier Rousseau
- 2010 -  2021: Didier Seminet
- 2021 : Fabien Carrette-Legrand (intérim)
- 2022 - 2024 : Thierry Raphet
- 2024 - : Didier Seminet

## Organisation

### Structure
Siégeant au 41 rue de Fécamp à Paris, la FFBS emploie des salariés et bénéficie de l'apport de conseillers techniques nationaux placés auprès de la Fédération par le Ministère des Sports. L'ensemble des forces vives (pour la plupart bénévoles) de la fédération sont réparties sur le territoire afin de répondre aux différents besoins de ses structures affiliées.

#### Comité directeur et Bureau
Le comité directeur est composé de vingt-quatre membres élus par assemblée générale élective.
| Nom                     | Qualité                                                     |
| ----------------------- | ----------------------------------------------------------- |
| Didier Seminet          | Président                                                   |
| Damien Guionie          | Secrétaire Général                                          |
| Christelle Bonavita     | Trésorière Générale                                         |
| Baptiste Izoulet        | Premier Vice-Président chargé du sport et de la citoyenneté |
| Aurélie Bacelon         | Vice-présidente chargée de la féminisation                  |
| Julie Fouace            | Vice-présidente chargée du bénévolat                        |
| Chiara Enrione-Thorrand | Représentante des sportifs de haut niveau                   |
| Flavien Hasslauer       | Représentant des sportifs de haut niveau                    |
| Fouzia Saidi            | Membre                                                      |
| Vincent Bidaut          | Membre                                                      |
| Isabel Bertrand         | Membre                                                      |
| Marc Williamson         | Membre                                                      |
| Marie-Christine Binot   | Membre                                                      |
| Frédéric Kerbeche       | Membre                                                      |
| Sylvain Ponge           | Membre                                                      |
| Nadège Sinoquet         | Membre                                                      |
| François Bonnet         | Membre                                                      |
| Charlène Salzborn       | Membre                                                      |
| Laetitia Odin           | Membre                                                      |
| Thomas Massé            | Membre                                                      |
| Victoria Biteur         | Membre                                                      |
| Ludovic Meillier        | Membre (représentant des arbitres)                          |
| Soazik Klein            | Membre (représentante des scoreurs)                         |
| Pablo Ossandon          | Membre (représentant des entraîneurs)                       |

#### Direction Technique Nationale
La direction technique nationale sous la direction de Stephen Lesfargues  est mise à disposition par le ministère des Sports. Ils sont 5 conseillers techniques et sportifs (CTS) et 2 entraineurs nationaux (EN) sous contrat haut niveau pour mettre en œuvre la politique sportive à travers le projet fédéral.

#### Commissions
On en dénombre dix-sept. Chaque membre du comité directeur doit siéger dans au moins l'une d'entre elles. Elles sont de trois types différents: les commissions fédérales, les commissions nationales et le conseil fédéral.
- Commissions fédérales (Présidence)
  - Bénévolat : Julie Fouace
  - Discipline : Alexandre Oger
  - Financière : Sylvain Ponge
  - Jeunes : Quentin Lombard
  - Juridique et Règlementation : Antoine Fontaine
  - Médicale : Marie-Christine Binot
  - Scorage et statistiques : Soazik Klein
  - Sport en entreprise : Thierry Godbert
  - Sport et Citoyenneté : Baptiste Izoulet
  - Terrains et équipements : Alexandre Vitry
  - Territoires : Frédéric Kerbeche
  - Sportive : Sylvain Ponge
  - Arbitrage : Ludovic Meillier
  - Sportifs de Haut-Niveau : Chiara Enrione-Thorrand et Flavien Hasslauer
  - Surveillance des Opérations Electorales : Estelle Dupetit

- Conseil fédéral
  - Conseil Fédéral d'appel : Félix Mutio Desvallees
  - Conseil Fédéral d'Ethique

### Ligues et comités départementaux
Il y a actuellement treize ligues réparties de façon homogène sur le territoire métropolitain : Nouvelle Aquitaine, Occitanie, Normandie, Grand Est, Île-de-France, Hauts-de-France, Bretagne, Sud, Auvergne Rhône-Alpes, Bourgogne Franche-Comté, Pays de la Loire, Centre Val de Loire et Corse. Elles organisent chacune des compétitions régionales et concourent au développement des disciplines sur l'ensemble du territoire. Il existe également une pratique affiliée dans les territoires ultramarins : en Nouvelle-Calédonie, à la Réunion, à Saint-Martin et en Guyane.
Les ligues sont le relais entre la fédération et les clubs. Organisées autour d'associations loi de 1901, elles mettent en application les décisions de la fédération et veillent à la bonne gestion du baseball-softball et baseball5 à l'échelle locale. Ces aides se traduisent par des soutiens financiers ou matériels, mais aussi par la mise en place de formations et d'apports en conseil de tout type.
Elles sont appuyées dans leur travail par les comités départementaux, au nombre de quarante-cinq, dont on note une forte concentration en région Ile-de-France. Ces comités ont, comme les ligues, un rôle consistant à tisser des liens avec les acteurs locaux du monde du sport et doivent représenter le baseball-softball et le baseball5 dans toutes les grandes manifestations sportives et culturelles régionales.

#### Projet de Performance Fédéral: Pôles et Structures associées
Le Haut Niveau est axé autour des structures associées, des Pôles Espoirs et des Pôles France. Il existe deux Pôles France, l'un à Boulouris, Saint-Raphaël (Féminin Softball), l'autre à Toulouse (Baseball), et trois Pôles Espoirs à Bordeaux, Montpellier et Rouen. Une majorité des athlètes des équipes nationales sont issus de cette filière.

### Identité visuelle (logo)

? - 2016
2016 -